# Koontz Lake
Koontz Lake – jednostka osadnicza w Stanach Zjednoczonych, w stanie Indiana, w hrabstwie Starke.